# حمض الثيوكبريتيك
حمض الثيوكبريتيك هو حمض أكسجيني لعنصر الكبريت صيغته H2S2O3، ويوجد ضمن شروط خاصة على شكل سائل زيتي عديم اللون، إذ أنه غير مستقر؛ لكن أملاحه من الثيوكبريتات معروفة ومستقرة، ولا يمكن إجراء عملية استحصال الحمض منها.

## التحضير
يمكن تحضير هذا الحمض على شكل خال من الماء من تفاعل كبريتيد الهيدروجين مع ثلاثي أكسيد الكبريت في وسط من ثنائي إيثيل الإيثر عند درجات حرارة منخفضة، ويمكن أن تتشكل مركبات كبريتية أخرى حسب شروط التفاعل. اكتشف هذا التفاعل من الكيميائي كارول شميدت.
{\displaystyle {\ce {H2S + SO3 -> H2S2O3}}}

## الخواص
لا يعد هذا الحمض مستقراً إذ سرعان ما يتفكك؛ فعند ارتفاع درجة الحرارة فوق -10 °س يتفكك المركب إلى مواده الأولية،
{\displaystyle {\ce {H2S2O3 -> H2S + SO3}}}

## الأملاح
تعد أملاح هذا الحمض من الثيوكبريتات معروفة وهي مستخدمة بشكل شائع في المختبرات الكيميائية.